# Promozione Emilia-Romagna 1970-1971
Nella stagione 1970-1971 la Promozione era il quinto livello del calcio italiano (il massimo livello regionale). Qui vi sono le statistiche relative al campionato in Emilia-Romagna.
Il campionato è strutturato in vari gironi all'italiana su base regionale, gestiti dai Comitati Regionali di competenza. Promozioni alla categoria superiore e retrocessioni in quella inferiore non erano sempre omogenee; erano quantificate all'inizio del campionato dal Comitato Regionale secondo le direttive stabilite dalla Lega Nazionale Dilettanti, ma flessibili, in relazione al numero delle società retrocesse dal Campionato Interregionale e perciò, a seconda delle varie situazioni regionali, la fine del campionato poteva avere degli spareggi sia di promozione che di retrocessione.
Questi sono i gironi organizzati dal Comitato Regionale Emiliano per la regione Emilia-Romagna.

## Girone A

### Classifica finale
|  | Pos. | Squadra                     | Pt | G  | V  | N  | P  | GF | GS | DR  |
|  | ---- | --------------------------- | -- | -- | -- | -- | -- | -- | -- | --- |
|  | 1.   | Cattolica                   | 44 | 30 | 18 | 8  | 4  | 50 | 17 | +33 |
|  | 2.   | Santarcangiolese            | 36 | 30 | 14 | 8  | 8  | 43 | 33 | +10 |
|  | 3.   | Budrio                      | 35 | 30 | 11 | 13 | 6  | 34 | 24 | +10 |
|  | 4.   | Pol. Gigangomma San Lazzaro | 34 | 30 | 11 | 12 | 7  | 32 | 23 | +9  |
|  | 5.   | Faenza Sez.Calcio           | 33 | 30 | 12 | 9  | 9  | 24 | 23 | +1  |
|  | 6.   | Progresso Castelmaggiore    | 32 | 30 | 10 | 12 | 8  | 33 | 30 | +3  |
|  | 7.   | Pan Provimi Savignanese     | 30 | 30 | 9  | 12 | 9  | 30 | 27 | +3  |
|  | 8.   | Misano                      | 30 | 30 | 9  | 12 | 9  | 29 | 35 | -6  |
|  | 9.   | Argentana                   | 29 | 30 | 9  | 11 | 10 | 36 | 37 | -1  |
|  | 10.  | A.P.E.M. Caveia             | 29 | 30 | 7  | 15 | 8  | 22 | 24 | -2  |
|  | 11.  | Sampierana                  | 28 | 30 | 8  | 12 | 10 | 27 | 29 | -2  |
|  | 12.  | Granarolo                   | 28 | 30 | 6  | 16 | 8  | 16 | 19 | -3  |
|  | 13.  | Altedo,                     | 27 | 30 | 8  | 11 | 11 | 29 | 34 | -5  |
|  | 14.  | Molinella                   | 26 | 30 | 8  | 10 | 12 | 27 | 44 | -17 |
|  | 15.  | Castel San Pietro           | 21 | 30 | 5  | 11 | 14 | 30 | 44 | -14 |
|  | 16.  | Santagatese                 | 18 | 30 | 4  | 10 | 16 | 29 | 48 | -19 |

## Girone B

### Classifica finale
|  | Pos. | Squadra               | Pt | G  | V  | N  | P  | GF | GS | DR  |
|  | ---- | --------------------- | -- | -- | -- | -- | -- | -- | -- | --- |
|  | 1.   | Suzzarese             | 45 | 30 | 19 | 7  | 4  | 50 | 20 | +30 |
|  | 2.   | Langhiranese          | 41 | 30 | 16 | 9  | 5  | 39 | 23 | +16 |
|  | 3.   | Mirandolese           | 36 | 30 | 12 | 12 | 6  | 31 | 18 | +13 |
|  | 3.   | Industrie Felino      | 36 | 30 | 15 | 6  | 9  | 49 | 40 | +9  |
|  | 5.   | Rapetti Valtarese     | 33 | 30 | 12 | 9  | 9  | 40 | 37 | +3  |
|  | 6.   | Correggese            | 32 | 30 | 10 | 12 | 8  | 18 | 18 | 0   |
|  | 7.   | Ass.Unipol Crevalcore | 31 | 30 | 11 | 9  | 10 | 29 | 22 | +7  |
|  | 8.   | Vignolese             | 30 | 30 | 10 | 10 | 10 | 39 | 36 | +3  |
|  | 8.   | Pro Patria San Felice | 30 | 30 | 8  | 14 | 8  | 33 | 39 | -6  |
|  | 10.  | Viadanese             | 29 | 30 | 9  | 11 | 10 | 32 | 33 | -1  |
|  | 11.  | Ibis Busseto          | 27 | 30 | 9  | 9  | 12 | 26 | 31 | -5  |
|  | 12.  | Casalecchio           | 25 | 30 | 7  | 11 | 12 | 23 | 29 | -6  |
|  | 12.  | Reggiolo              | 25 | 30 | 7  | 11 | 12 | 26 | 35 | -9  |
|  | 12.  | Panigal               | 25 | 30 | 7  | 11 | 12 | 17 | 30 | -13 |
|  | 15.  | Montecchio            | 24 | 30 | 6  | 12 | 12 | 22 | 29 | -7  |
|  | 16.  | Vibor Luzzarese       | 11 | 30 | 1  | 9  | 20 | 16 | 50 | -34 |

## Finale titolo campione regionale
- 10/6/1971 Suzzarese-Cattolica 1-1
- 13/6/1971 Cattolica-Suzzarese 1-1 d.t.s. 4-5 d.c.r.